# Bílé Podolí
Pour les articles homonymes, voir Bilé (homonymie) et Podolí.
Bílé Podolí (en allemand : Weiss Podol) est un bourg (městys) du district de Kutná Hora, dans la région de Bohême-Centrale, en République tchèque. Sa population s'élevait à 613 habitants en 2020.

## Géographie
Bílé Podolí se trouve à 9 km au nord-est de Čáslav, à 16 km à l'est de Kutná Hora, à 23 km à l'ouest-sud-ouest de Pardubice et à 29 km au nord-est de Prague.
La commune se compose de deux sections, séparées par Starkoč. La section principale, où se trouve le village de Bilé Podolí, est limitée par Horka I et Brambory au nord, par Litošice et Semtěš à l'est, par Starkoč et Vrdy au sud, et par Vlačice et Žehušice à l'ouest. La seconde section, située au sud de la précédente, est limitée par Starkoč au nord-ouest et au nord, par Podhořany u Ronova et Lipovec à l'est, et par Vinaře au sud et au sud-ouest.

## Histoire
La première mention écrite de la localité date de 1307. La commune a le statut de městys depuis le 23 janvier 2007.

## Administration
La commune se compose de trois quartiers :
- Bílé Podolí
- Lovčice
- Zaříčany